# Sorocostia vetustella
Sorocostia vetustella är en fjärilsart som beskrevs av Walker 1866. Sorocostia vetustella ingår i släktet Sorocostia och familjen trågspinnare. Inga underarter finns listade i Catalogue of Life.